# Schwarzkogel (Lavanttaler Alpen)
Schwarzkogel är ett berg i Österrike.   Det ligger i bergsområdet Lavanttaler Alpen i distriktet Deutschlandsberg och förbundslandet Steiermark, i den östra delen av landet, 180 km sydväst om huvudstaden Wien. Toppen på Schwarzkogel är 1 171 meter över havet.
Terrängen runt Schwarzkogel är lite bergig, och sluttar österut. Närmaste större samhälle är Wolfsberg, 18,1 km väster om Schwarzkogel. 
I omgivningarna runt Schwarzkogel växer i huvudsak blandskog. Runt Schwarzkogel är det ganska tätbefolkat, med 70 invånare per kvadratkilometer.